# Ypthima rara
Ypthima rara är en fjärilsart som beskrevs av Butler 1883. Ypthima rara ingår i släktet Ypthima och familjen praktfjärilar. Inga underarter finns listade i Catalogue of Life.